# Pierre Barthélémy (journaliste)
Pour les articles homonymes, voir Barthélémy.
Cet article possède un paronyme, voir Pierre Barthélemy.
Pierre Barthélémy, né en 1967, est un journaliste français spécialisé dans les sciences.

## Biographie

### Formation
Né en 1967, Pierre Barthélémy est diplômé du Centre de formation des journalistes de Paris (CFJ, promotion 1990).

### Carrière
Il entre au Monde en 1992 et y devient journaliste scientifique en 1996. Il effectue de nombreux reportages sur des lieux de science et notamment à la ferme des corps de Knoxville dans le Tennessee, article qui lui a valu le prix du Témoin-Marc Dupont du jeune journaliste en 2001 .
En 2005, son ouvrage Le Code Voynich paraît aux éditions Jean-Claude Gawsewitch. Il est consacré au manuscrit chiffré du même nom  dont il publie le premier fac-similé. En 2007, il devient chef du service Science et Environnement du Monde. En 2008, il crée les pages « Planète »  consacrées aux questions environnementales avant de quitter, « en désaccord avec ses employeurs », le quotidien. En 2009, il est rédacteur en chef du mensuel Science et Vie . Journaliste indépendant entre 2010 et 2015, il a fait son retour au Monde en janvier 2016 .
Il est le fondateur et l'auteur du blog Passeur de sciences sur le site du Monde, qui a, en 2015, reçu deux Golden Blog Awards : meilleur blog dans la catégorie Science-Recherche et meilleur blog de l'année. De 2011 à 2017 il a également tenu la chronique « Improbablologie » publiée chaque semaine dans le supplément « Science et Médecine » du Monde. Trois recueils de ces chroniques ont été publiés aux éditions Dunod, dont les Chroniques de science improbable, qui sont récompensées par le prix Le goût des sciences 2013. En 2018, certaines chroniques ont été adaptées en BD par l'illustratrice Zoé Thouron .
En 2017, il suscite la polémique en insérant des erreurs dans un article créé par lui, Léophanès, pour tester selon lui la manière dont les erreurs sont corrigées sur Wikipédia en français,,,.

### Jeu d'échecs
Joueur d'échecs amateur, il a tenu la rubrique consacrée à ce jeu dans Le Monde, ainsi que deux blogs intitulés « Cases blanches, Cases noires » et « Échecs Info ». Depuis 1993, il a couvert plusieurs championnats du monde et trois matches entre l’homme et l’ordinateur .
Il a interviewé et fait le portrait de plusieurs grands joueurs d’échecs et champions du monde tels qu'Anatoli Karpov, Garry Kasparov, Vladimir Kramnik, Magnus Carlsen.

## Hommage
L'astéroïde de la ceinture principale (28248) Barthélémy, découvert en 1999, lui est dédié par ses découvreurs en 2015.
En octobre 2017, il reçoit, pour son blog et son travail de vulgarisation, le Prix de la ville de Royan.
En 2018, il a été récompensé par une Plume d'or de l'économie et du droit pour un article consacré à la législation en matière spatiale . Il avait déjà été distingué par une Plume d'argent lors de l'édition 2016 pour un article sur l'utilisation d'Amazon Mechanical Turk par des chercheurs .

## Ouvrages
- Pierre Barthélémy (texte d'introduction), Le code Voynich : le manuscrit le plus mystérieux du monde : le manuscrit MS 408 de la Beinecke Rare Book and Manuscript Library, Yale University, Paris, Jean-Claude Gawsewitch Éditeur, 2005, 239 p. (ISBN 978-2-35013-022-4, OCLC 470255252)
- Chroniques de science improbable  (ill. Marion Montaigne), Paris, Dunod "Le Monde", 2013, 175 p. (ISBN 978-2-10-058533-5), Prix Le goût des sciences 2013[10].
- Passeur de sciences  (ill. Jean Dobritz), Paris, Hugo Doc, 2014, 277 p. (ISBN 978-2-7556-1609-5, OCLC 892911303)
- Improbablologie et au-dela : Nouvelles chroniques de science improbable  (ill. Marion Montaigne), France, Dunod, 2014, 176 p. (ISBN 978-2-10-071157-4, lire en ligne).
- La Science improbable du Dr Bart, (illustrations : Marion Montaigne) 2015, Dunod